# Iàkov Djugaixvili
Iàkov Iosifivitx Djugaixvili (georgià: იაკობ ჯუღაშვილი; rus: Яков Иосифович Джугашвили) (18 de març de 1907 – 14 d'abril de 1943) va ser un dels quatre fills de Ióssif Stalin (juntament amb Svetlana Alliuieva, Vasili Djugaixvili i Konstantin Kuzakov). Iakov era el fill de Ekaterina Svanidze, primera muller de Stalin.

## Biografia
Iàkov va néixer al poble de Borji, prop de Kutaisi, Geòrgia, llavors part de l'Imperi Rus. La seva mare va morir de tifus aquell mateix any. Stalin posteriorment afirmaria que amb la mort d'Ekaterina moria l'únic sentiment humà que hi havia dins d'ell. Fins als catorze anys, Iàkov va viure amb la seva tia, Nadejda Alliluieva, segona esposa de Stalin, a la ciutat de Tbilisi. El 1921, el seu oncle Alekxander Svanidze el portà a Moscou per adquirir una educació superior. Iakov només parlava georgià, i a la seva arribada a Moscou hagué d'aprendre el rus, preparant-se per entrar a la universitat.
Iàkov i el seu pare Stalin mai no van anar junts. Les evidències apunten que Stalin, donada la seva dura personalitat, mai no va establir cap mena de llaç afectiu pare-fill amb Iàkov, a més de titllar-lo de mediocre mancat de caràcter, valor i temple. Des de la seva adolescència, Iàkov desenvolupà un sentiment d'abandonament que intentà compensar cercant estimació amb dones. Iàkov patí una desil·lusió sentimental amb una dona jueva que va fer que Iàkov es disparés, ferint-se només en lloc de provocar-se la mort. Stalin comentà que "ni tan sols per això serveix"
Iàkov es casà amb Iulia Meltzer, una coneguda ballarina jueva d'Odessa. Després de conèixer a Iulia a una recepció, Iàkov va mantenir un plet amb el segon marit d'ella, Nikolai Bessarab, aconseguint el divorci. Bessarab seria posteriorment detingut per l'NKVD i executat. Iàkov va ser el seu tercer marit i li van sobreviure dos fills. El seu fill, Ievgeni va fer moltes entrevistes parlant sobre el seu avi. També va tenir una filla, Galina, que va morir el 2007.
Iàkov Djugaixvili serví com a oficial d'artilleria a l'Exèrcit Roig durant la Gran Guerra Pàtria. La seva unitat va ser traslladada a Vítsiebsk el 1941, sent capturat a les primeres etapes de la invasió alemanya durant la batalla de Smolensk amb diversos soldats més i enviat a un camp de presoners soviètics.
En una primera etapa, els seus companys no van revelar als seus captors qui era en realitat, passant per un soldat més. Stalin, al saber que el seu fill havia estat capturat, assumí que s'havia rendit per covardia davant l'enemic; però la seva captura es va mantenir en secret; però, d'acord amb les dures lleis de guerra aplicades als soviètics que es deixaven capturar sota l'argument que no hi havia presoners soviètics, sinó traïdors, l'esposa d'Iàkov va ser detinguda i enviada a un gulag durant dos anys.
Iàkov Djugaixvili passà gairebé dos anys desapercebut a un camp de presoners russos fent treballs forçats fins que a inicis de 1943 algú el delatà a les autoritats del camp. Els alemanys no podien creure que tinguessin entre els seus presoners al fill gran de Stalin, traslladant-lo al camp de concentració de Sachsenhausen, un camp per a presoners de major connotació, on va ser posat enmig d'oficials britànics. Els alemanys van intentar aprofitar-ho amb finalitats propagandístiques, tractant-lo bé i intentant nazificar-lo, tot i que sense èxit, arribant-lo a vestir com un condecorat soldat alemany. A més, es distribuïren pamflets al Front Oriental on es deia que si el fill de Stalin s'havia rendit, per què ells, els soviètics, no podien fer-ho. Posteriorment, els alemanys canviaren d'estratègia i oferirien intercanviar mitjançant la Creu Roja Internacional a Iàkov per Friedrich Paulus, el mariscal capturat pels soviètics després de la batalla de Stalingrad, però Stalin es negà, afirmant que "no canvio un mariscal per un tinent". Segons altres fonts, hi va haver una altra proposta en la qual Hitler voldria canviar Iàkov pel seu nebot Leo Raubal, però aquesta proposta tampoc no va ser acceptada.

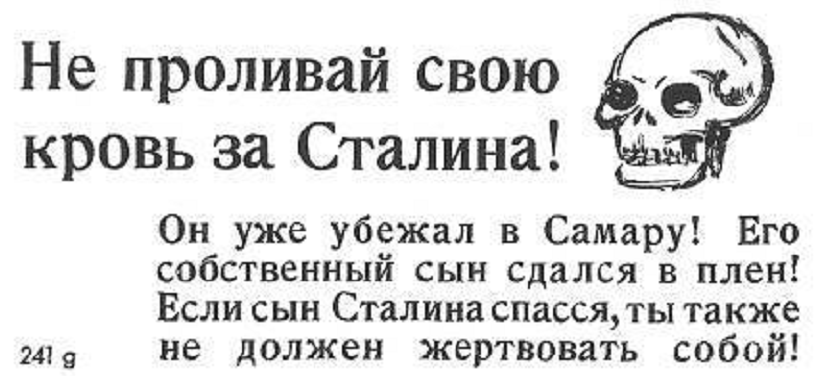
"No vesseu la vostra sang per Stalin! Ell ja ha fugit a Samara! El seu propi fill s'ha rendit! Si el fill de Stalin s'ha salvat a si mateix, vosaltres no esteu obligats a sacrificar-vos!"

No és clar com i quan va morir. D'acord amb les fonts oficials alemanyes, Djugaixvili morí llançant-se contra un fil ferro electrificat al camp de concentració de Sachsenhausen, on estava pres. D'altres afirmen que se suïcidà d'una altra manera al camp, i d'altres suggereixen que va ser assassinat.
El 2003, el Departament de Defensa dels Estats Units estava en possessió de documents segons els quals Iàkov Djugaixvili va ser abatut mentre intentava fugir. Aquests documents van ser mostrats a la seva filla Galina, però ella no els acceptà, afirmant que el seu pare mai no havia estat capturat, sinó que va morir en combat el 1941, encara que les fotografies preses pels alemanys refuten la seva versió.